# Baa atoll
Baa atoll är en administrativ atoll i Maldiverna. Den ligger i den norra delen av landet, den administrativa centralorten Eydhafushi ligger 115 km norr om huvudstaden Malé. Antalet invånare vid folkräkningen 2014 var 9 601.
Den administrativa atollen består geografiskt av 75 öar i de tre atollerna Södra Maalhosmadulu atoll, Fasdūtherē atoll och Goidhoo atoll.
Det finns 13 bebodda öar: Dharavandhoo, Dhonfanu, Eydhafushi, Fehendhoo, Fulhadhoo, Goidhoo, Hithaadhoo, Kamadhoo, Kendhoo, Kihaadhoo, Kudarikilu, Maalhos och Thulhaadhoo.
Dessutom finns turistanläggningar på ett antal öar, bland annat Fonimagoodhoo, Finolhas, Hirundhoo, Kihaadhuffaru, Landaa Giraavaru, Milaidhoo, Miriandhoo, Mudhdhoo och Thiladhoo, som officiellt räknas som obebodda.